# 国際連合安全保障理事会決議20
国際連合安全保障理事会決議20（こくさいれんごうあんぜんほしょうりじかいけつぎ20、英: United Nations Security Council Resolution 20, UNSCR20）は、1947年3月10日に国際連合安全保障理事会で全会一致で採択された決議。原子力エネルギーの国際管理に関して国連原子力委員会による第一次報告書を検討したもの。

## 概要
同決議では、国連原子力委員会による第一次報告書を検討し、原子力の国際管理に関する調査を継続することと、次回の総会までに第二次報告書を提出することを求めた。

## 詳細
以下はその和訳。
安全保障理事会は、
1946年12月31日付の原子力委員会の第1次報告書を、同日付の送付状 22 と共に受領し、検討した結果、以下のとおりとする。
1. 理事国が報告書の個別の部分に対して表明した合意は予備的なものであることを認識する。なぜなら、いずれかの国がいずれかの部分を最終的に受け入れるには、その国が管理計画のすべての部分を最終的に受け入れることが条件となるからである。
2. 原子力委員会の第一次報告書の審議記録を原子力委員会に送付する。
3. 原子力委員会に対し、1946年1月24日の総会決議1（I）及び1946年12月14日の総会決議41（I）に従い、原子力の国際管理の問題のあらゆる局面について調査を継続し、総会決議1（I）第5項及び41（I）により求められた特定の提案をできるだけ速やかに策定し、その後最終提案を組み込んだ条約案又は条約を適宜作成し安全保障理事会に提出するよう促す。
4. 原子力委員会に対し、次の総会の会期前に安全保障理事会に第二の報告書を提出するよう要請する。